# Attila Fiola
Attila Csaba Fiola (sinh ngày 17 tháng 2 năm 1990) là một cầu thủ bóng đá chuyên nghiệp người Hungary thi đấu ở vị trí hậu vệ phải cho Fehérvár FC và đội tuyển quốc gia Hungary.

## Sự nghiệp câu lạc bộ
Ngày 31 tháng 8 năm 2016 anh được ký hợp đồng bởi câu lạc bộ Nemzeti Bajnokság I Videoton.

## Thống kê câu lạc bộ
| Câu lạc bộ          | Mùa giải            | Giải vô địch | Giải vô địch | Cúp     | Cúp       | Cúp Liên đoàn | Cúp Liên đoàn | Châu Âu | Châu Âu   | Tổng    | Tổng      |
| Câu lạc bộ          | Mùa giải            | Số trận      | Bàn thắng    | Số trận | Bàn thắng | Số trận       | Bàn thắng     | Số trận | Bàn thắng | Số trận | Bàn thắng |
| ------------------- | ------------------- | ------------ | ------------ | ------- | --------- | ------------- | ------------- | ------- | --------- | ------- | --------- |
| Paks                |                     |              |              |         |           |               |               |         |           |         |           |
| 2008–09             | 3                   | 0            | 1            | 0       | 3         | 0             | –             | –       | 7         | 0       |           |
| 2010–10             | 14                  | 0            | 0            | 0       | 13        | 0             | –             | –       | 27        | 0       |           |
| 2010–11             | 27                  | 0            | 3            | 0       | 5         | 0             | –             | –       | 35        | 0       |           |
| 2011–12             | 26                  | 0            | 1            | 0       | 1         | 0             | 6             | 0       | 34        | 0       |           |
| 2012–13             | 26                  | 0            | 4            | 2       | 3         | 0             | –             | –       | 33        | 2       |           |
| 2013–14             | 26                  | 0            | 1            | 0       | 5         | 0             | –             | –       | 32        | 0       |           |
| 2014–15             | 13                  | 1            | 0            | 0       | 2         | 0             | –             | –       | 15        | 1       |           |
| Tổng                | 135                 | 1            | 10           | 2       | 32        | 0             | 6             | 0       | 183       | 3       |           |
| Puskás Akadémia     |                     |              |              |         |           |               |               |         |           |         |           |
| 2014–15             | 13                  | 0            | 0            | 0       | 0         | 0             | –             | –       | 13        | 0       |           |
| 2015–16             | 25                  | 1            | 0            | 0       | –         | –             | –             | –       | 25        | 1       |           |
| Tổng                | 38                  | 1            | 0            | 0       | 0         | 0             | 0             | 0       | 38        | 1       |           |
| Videoton            |                     |              |              |         |           |               |               |         |           |         |           |
| 2016–17             | 17                  | 0            | 1            | 0       | –         | –             | 0             | 0       | 18        | 0       |           |
| 2017–18             | 25                  | 0            | 2            | 0       | –         | –             | 3             | 0       | 30        | 0       |           |
| 2018–19             | 19                  | 0            | 3            | 0       | –         | –             | 14            | 0       | 36        | 0       |           |
| 2019–20             | 17                  | 0            | 5            | 0       | –         | –             | 3             | 0       | 25        | 0       |           |
| 2020–21             | 13                  | 0            | 1            | 0       | –         | –             | 4             | 0       | 18        | 0       |           |
| Tổng                | 91                  | 0            | 12           | 0       | –         | –             | 24            | 0       | 127       | 0       |           |
| Tổng cộng sự nghiệp | Tổng cộng sự nghiệp | 264          | 2            | 22      | 2         | 32            | 0             | 30      | 0         | 348     | 4         |

Cập nhật theo các trận đấu đã diễn ra tính đến ngày 15 tháng 12 năm 2020.

### Quốc tế
Fiola được lựa chọn vào đội hình Hungary tham gia Euro 2016.
Ngày 14 tháng 6 năm 2016, Fiola thi đấu trận vòng bảng đầu tiên với chiến thắng 2–0 trước Áo ở UEFA Euro 2016 Bảng F tại Sân vận động Bordeaux mới, Bordeaux, Pháp.
| Đội tuyển quốc gia | Mùa giải | Số trận | Bàn thắng |
| ------------------ | -------- | ------- | --------- |
| Hungary            | 2014     | 3       | 0         |
| Hungary            | 2015     | 9       | 0         |
| Hungary            | 2016     | 7       | 0         |
| Hungary            | 2017     | 1       | 0         |
| Hungary            | 2018     | 7       | 0         |
| Hungary            | 2020     | 5       | 0         |
| Hungary            | 2021     | 10      | 2         |
| Hungary            | 2022     | 10      | 2         |
| Tổng               | Tổng     | 52      | 2         |

### Bàn thắng quốc tế
Bàn thắng và kết quả của Hungary được để trước.
| # | Ngày                | Địa điểm                                         | Đối thủ | Bàn thắng | Kết quả | Giải đấu                 |
| - | ------------------- | ------------------------------------------------ | ------- | --------- | ------- | ------------------------ |
| 1 | 31 tháng 3 năm 2021 | Sân vận động Quốc gia, Andorra la Vella, Andorra | Andorra | 1–0       | 4–1     | Vòng loại World Cup 2022 |
| 2 | 19 tháng 6 năm 2021 | Puskás Aréna, Budapest, Hungary                  | Pháp    | 1–0       | 1–1     | Euro 2020                |